# 线叶鳞果星蕨
线叶鳞果星蕨（学名：Lepidomicrosorium lineare）为水龙骨科鳞果星蕨属下的一个种。

## 扩展阅读
- 維基物種上的相關：线叶鳞果星蕨